# Xerocomellus
Xerocomellus är ett släkte soppar som tillhör familjen Boletaceae. Släktet beskrevs 2008 av Josef Šutara och innehöll nio arter när det skapades. Av dessa fördes Xerocomellus engelii och X. rubellus till det nya släktet Hortiboletus och X. armeniacus till Rheubarbariboletus 2015, medan ytterligare arter har tillförts Xerocomellus sedan släktet beskrevs.
Namnet är en latinsk diminutivform av Xerocomus ("liten Xerocomus"), vilket i sin tur kommer från grekiska och betyder "torrt hår" (ξηρός xeros "torr", κόμη kome "hår") och syftar på den torra hatthuden.

## Arter
- Rutsopp Xerocomellus chrysenteron 2008
- Xerocomellus cisalpinus 2011
- Xerocomellus communis 2016
- Xerocomellus corneri 2016
- Xerocomellus dryophilus 2014
- Xerocomellus fennicus 2008
- Xerocomellus fulvus 2016
- Xerocomellus intermedius 2016
- Xerocomellus marekii 2008
- Xerocomellus poederi 2016
- Falsk rutsopp Xerocomellus porosporus 2008
- Boksopp Xerocomellus pruinatus 2008
- Xerocomellus redeuilhii 2016
- Xerocomellus ripariellus 2008
- Xerocomellus sarnarii 2015
- Xerocomellus truncatus 2011
- Xerocomellus zelleri 2011